# Delger mörön
Delger mörön (mong. Дэлгэр мөрөн) – rzeka w północnej Mongolii, lewy dopływ Selengi. 
Liczy 445 km a powierzchnia jej dorzecza wynosi 26,6 tys. km². Średni przepływ przy ujściu wynosi 33 m³/s (największy w czerwcu). Źródła znajdują się na zboczach Czerwonej Tajgi. Zamarza na okres czterech lub pięciu miesięcy. Wykorzystywana do zaopatrywania w wodę miasta Mörön. Na rozległych pastwiskach stepowych w dolinie rzeki prowadzi się hodowlę owiec. W jej wodach występuje duże bogactwo ichtiofauny. Żyją tu m.in. tajmienie.